# Schloss Aulendorf

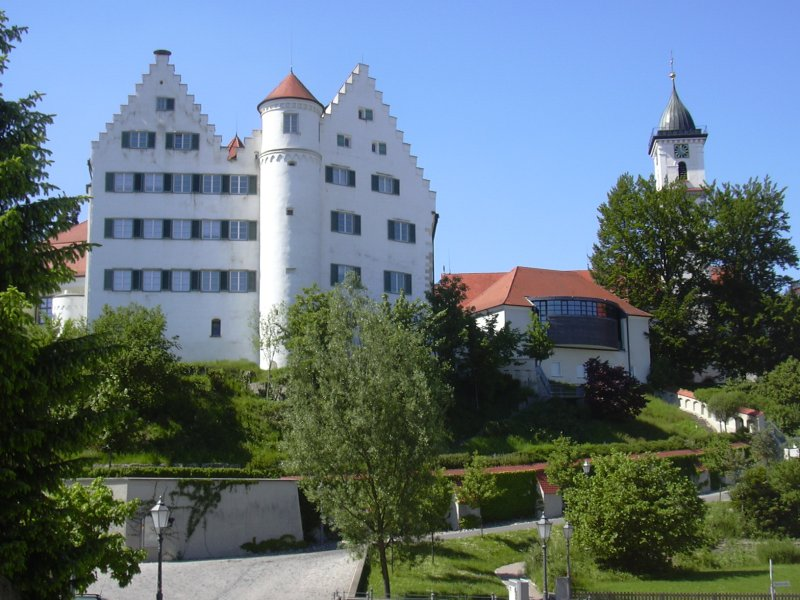
Schloss Aulendorf

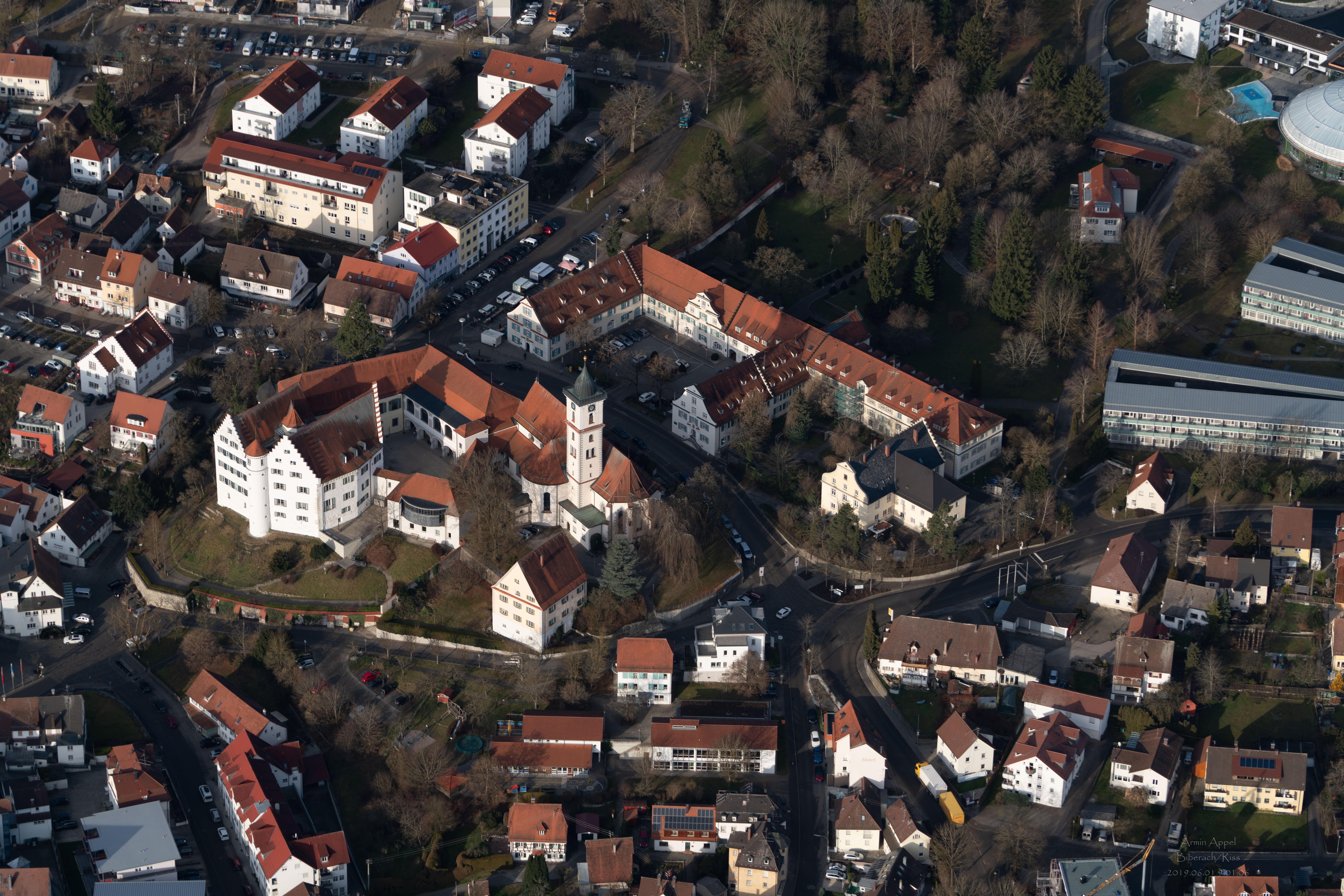
Luftbild vom Schloss Aulendorf

Schloss Aulendorf ist das Wahrzeichen der Stadt Aulendorf (Baden-Württemberg), von den Grafen zu Königsegg-Aulendorf erbaut und ist direkt angebaut an die katholische Stadtpfarrkirche St. Martin.

## Bedeutung
Die über 800-jährige Geschichte des Schlosses spiegelt sich in der Formen- und Stilvielfalt des heutigen Baukomplexes wider. Die ältesten überlieferten Bauteile der ursprünglichen Burganlage reichen bis in das 12. Jahrhundert zurück. Nach dem Dreißigjährigen Krieg wandelte sich das mittlerweile wehrhafte Schloss des 16. Jahrhunderts zu einer barocken Residenz. Der Abschluss der baulichen Entwicklung von Schloss Aulendorf, das seine Vorbilder in der zeitgenössischen Schlossarchitektur Frankreichs hatte, bildete die Umgestaltung des Hauptgebäudes zu einem repräsentativen Palais.
Schloss Aulendorf stellt aufgrund seines baugeschichtlichen Quellenwertes und des künstlerischen Ranges seiner Einzelbauten ein Kulturdenkmal von besonderer Bedeutung dar.
Ungeachtet dessen war die Erhaltung des Schlosskomplexes in jüngster Zeit in Frage gestellt. Eine nicht adäquate Teilnutzung und unterlassene Bauunterhaltung führten zu Bauschäden. Eine besondere Gefahr ging vom Hausschwamm aus, der sich innerhalb weniger Jahre in fast allen Gebäuden ausbreitete. Teilweise war das konstruktive Gefüge bereits so geschwächt, dass zur Sicherung der Substanz Absprießungen erforderlich waren. In einigen Räumen stürzten Teile der Stuckdecken zu Boden. Das gesamte, nahezu leerstehende Innere war verwahrlost. Alle Versuche, diesem Verfall entgegenzuwirken, scheiterten an den finanziellen Möglichkeiten des damaligen Denkmaleigentümers. Erst der Übergang der Liegenschaft an das Land Baden-Württemberg 1987 machte den Weg frei für unaufschiebbare Rettungsmaßnahmen.
Da das Land keine unmittelbare Verwendungsmöglichkeit für das Schloss sah, gründete es eigens dafür eine Auffanggesellschaft und übertrug ihr sowohl die weitere Substanzsicherung als auch die Suche nach einer denkmalgerechten Nutzung.
Ein adäquates Nutzungskonzept für den Schlosskomplex Aulendorf konnte schließlich 1992 festgelegt werden. Es gelang, die Stadtverwaltung zur Übernahme der beiden im Kern mittelalterlichen Gebäude zu bewegen und in den Bauten des Barock und des Frühklassizismus ein Zweigmuseum des Württembergischen Landesmuseums einzurichten.
Ein weiteres aus dem 19. Jahrhundert stammendes Gebäude nimmt den neuen Sitzungssaal für den Gemeinderat auf.
Mit dieser ungewöhnlichen Rettungsmaßnahme – nur möglich durch das große finanzielle Engagement des Landes Baden-Württemberg – wurde der Bestand dieses bedeutenden Kulturdenkmals gesichert.

## Bauherren
Den ehemals welfischen, dann staufischen Besitz erwarb die Familie von Königsegg 1381. Ein Ulrich nannte sich 1386 erstmals von Königsegg zu Aulendorf. Hans von Königsegg (1440–1484) verlegte die Familiengruft hierher. Um 1490 wurde die Familie Königsegg in den Reichsfreiherrenstand erhoben.
1629 folgte die Erhebung in den Reichsgrafenstand. In der Folge bauten die Grafen Königsegg, die auch häufig am Wiener Hof hohe Ämter innehatten, Aulendorf zu ihrer Residenz aus. Diese bestand bis zum Ende der reichsunmittelbaren und dem Schwäbischen Kreis zugehörigen Herrschaft Aulendorf durch die Rheinbundakte 1806. Damit wurde Aulendorf dem neuen Königreich Württemberg zugeschlagen, die Grafen wurden württembergische Standesherren.
Nach der Mediatisierung zogen sich die Grafen Königsegg nach Ungarn und Wien zurück. Das Schloss wurde nur noch vorübergehend bewohnt, aber zu Beginn des 20. Jahrhunderts hinein aufwendig modernisiert. Die Nachkommen verkauften es 1941, das unter wechselnden Besitzern zunehmend verfällt und 1987 an das Land Baden-Württemberg übergeht.

## Geschichte
Schloss Aulendorf, Wahrzeichen der Stadt Aulendorf, auf einer Anhöhe über der Schussen gelegen, beherrscht mit seinen gotischen Staffelgiebeln weithin sichtbar die Landschaft. Zur Stadt zeigt es sich hingegen mit seiner klassizistischen Schaufassade, deren Mittelrisalit ein kupfernes Grafenwappen krönt.
Der in Jahrhunderten gewachsene Bau vereinigt fünf Stilepochen. Seine verschiedenen Bauphasen und Nutzungen sind nach der Renovierung im Schlosshof und im Gebäudeinneren ablesbar: darunter Reste einer gewaltigen Burganlage aus dem Anfang des 13. Jahrhunderts und ein dreigeschossiges Fachwerkwohnhaus von 1480. Dem Ausbau zur spätgotischen Wohnburg im 16. Jahrhundert verdankt das Schloss die Staffelgiebel.
Im 18. Jahrhundert wandelt sich die Burg zum repräsentativen Schloss: 1741 wird die Anlage durch die gegenüberliegenden, um eine Art Ehrenhof gruppierten Wirtschaftsgebäude mit Marstall und Beamtenwohnungen ergänzt. 1756 entsteht der Verbindungsbau zur Kirche.
1778–1781 erfolgte die noch heute prägende Umgestaltung durch Pierre Michel d’Ixnard, der den stadtseitigen Flügel ausbaute und mit einer frühklassizistischen Fassade verblendete. Die letzte Modernisierung leitete um 1900 ein Wiener Architekturbüro. Eine prächtige Haupttreppe führt zur Beletage.
Johann Georg Dirr lieferte 1778 die Entwürfe für den Stuckdekor im Marmorsaal mit Darstellungen der vier Elemente und der Jahreszeiten und im Musiksalon mit Allegorien der Künste. Alabasterreliefs über den Türen des Marmorsaales zeigen Szenen aus der antiken Mythologie. Allein der Musiksalon enthält Tapeten aus der Zeit um 1800. Die anschließenden Räume wurden im späten 19. Jahrhundert mit Deckenstuck und Wandvertäfelungen im klassizistischen Stil ausgebaut.
Der katastrophale Bauzustand Ende des 20. Jahrhunderts ließ anfangs an einen Teilabriss denken, bis das Land 1989 eine Auffanggesellschaft zur Rettung des Schlosses bildete und die finanziellen Mittel bereitstellte. Die Konzeption zur Instandsetzung wurde mit dem Landesdenkmalamt zusammen erarbeitet. Die Baumaßnahmen wurden 1997 abgeschlossen.

## Heutige Nutzung
In den älteren Bauteilen des Schlosses ist heute das Rathaus der Stadt, in den jüngeren klassizistischen Flügeln war in zwei Geschossen ein Zweigmuseum des Landesmuseums Württemberg untergebracht. Dieses Zweigmuseum wurde Ende 2016 aufgegeben. Aktuell können die Räumlichkeiten mit Hilfe einer App selbstständig besichtigt werden. Im Untergeschoss befindet sich das Schlosscafé.

### Ehemaliges Spielzeugmuseum
Über viele Jahre bestand ein Spielzeugmuseum, das aufgelöst wurde.
In der ehemaligen Bibliothek im Erdgeschoss des Schlosses wurde bis Ende 2016 die Spielzeugsammlung des Landesmuseums Württemberg gezeigt. In vier Räumen fanden sich Spielsachen vom Beginn des 18. Jahrhunderts bis zur Gegenwart. Den ältesten Sammlungsteil bildeten die Puppen, von denen einige noch der Zeit des Barocks angehören. Viele der historischen Puppen stammen aus dem Besitz der bekannten Ludwigsburger Schriftstellerin Tony Schumacher (1848–1931). Eine Auswahl von Puppenhäusern, Puppenstuben und Puppenküchen spiegelte die Entwicklung häuslichen Lebens seit dem Biedermeier wider.
Künstlerisches Spielzeug aus Holz dokumentierte die Reformbewegung zu Ende des 19. Jahrhunderts, die anspruchsvoll gestaltetes Spielzeug forderte. Die Holzspielsammlung umfasste jedoch auch die traditionellen Erzeugnisse des erzgebirgischen Handwerks. Bau- und Experimentierkästen, Dampfmaschinen und Antriebsmodelle, optische, akustische und elektrotechnische Apparate repräsentierten den weiten Bereich des technischen Lehrspielzeugs, das Kenntnisse der Naturwissenschaften und der Technik vermitteln sollte. Der umfangreichste Sammlungsteil war jedoch das Eisenbahnspielzeug mit Erzeugnisse der namhaften württembergischen Hersteller Rock & Graner, Ludwig Lutz, Märklin und Kibri.

### Ehemalige AusstellungKunst des Klassizismus
Die Ausstellung wurde ebenfalls Ende 2016 aufgegeben und zurückgeführt.
Das Schloss bot einen idealen Rahmen für Kunstwerke des Klassizismus, denn seine Repräsentationsräume, das Treppenhaus, der Musiksalon und der Marmorsaal stammen aus dieser Zeit.